# Philosycella wiebesina
Philosycella wiebesina is een vliesvleugelig insect uit de familie Pteromalidae. De wetenschappelijke naam is voor het eerst geldig gepubliceerd in 1976 door Abdurahiman & Joseph.